# First Division (Malta)
De First Division (sponsornaam: Bank of Valletta First Division) is het tweede niveau van het voetbal op Malta.
De competitie werd in 1910 gestart. De twee hoogst geëindigde teams promoveren naar de Premier League en de twee onderste van de ranglijst degraderen naar de Second Division.

## Kampioenen en nummers twee
| 1998/99 | Zurrieq FC            |                       |
| 1999/00 | Hamrun Spartans       |                       |
| 2000/01 | Marsa FC              | Lija Athletic FC      |
| 2001/02 | Marsaxlokk FC         | Mosta FC              |
| 2002/03 | Msida Saint-Joseph FC | Balzan Youths FC      |
| 2003/04 | St. Patrick FC        | Lija Athletic FC      |
| 2004/05 | Hamrun Spartans FC    | Mosta FC              |
| 2005/06 | St. George's FC       | Marsa FC              |
| 2006/07 | Hamrun Spartans FC    | Mqabba FC             |
| 2007/08 | Tarxien Rainbows FC   | Qormi FC              |
| 2008/09 | Dingli Swallows FC    | Vittoriosa Stars FC   |
| 2009/10 | Marsaxlokk FC         | Vittoriosa Stars FC   |
| 2010/11 | Balzan Youths         | Mqabba FC             |
| 2011/12 | Melita FC             | Rabat Ajax            |
| 2012/13 | Naxxar Lions FC       | Vittoriosa Stars FC   |
| 2013/14 | Pietà Hotspurs FC     | Żebbuġ Rangers FC     |
| 2014/15 | Pembroke Athleta FC   | St. Andrews FC        |
| 2015/16 | Gzira United          | Hamrun Spartans       |
| 2016/17 | Lija Athletic FC      | Senglea Athletic FC   |
| 2017/18 | Qormi FC              | Pietà Hotspurs FC     |
| 2018/19 | Sirens FC             | Gudja United FC       |
| 2019/20 | Zejtun Corinthians FC | Lija Athletic FC      |
| 2020/21 | Marsa FC              | Pembroke Athleta FC   |
| 2021/22 | Pembroke Athleta FC   | Marsaxlokk FC         |
| 2022/23 | Sliema Wanderers FC   | Naxxar Lions FC       |
| 2023/24 | Melita FC             | Żabbar St. Patrick FC |
| 2024/25 | Valletta FC           | Tarxien Rainbows      |

Fgura United · 
Gudja United FC ·
Lija Athletic · 
Marsa FC ·
Mgarr United FC · 
Mtarfa FC ·
Pietà Hotspurs · 
St. Lucia · 
Senglea Athletic FC ·
Sirens FC ·
St. Andrews ·
Swieqi United ·
Tarxien Rainbows ·
Valletta FC ·
Żebbuġ Rangers ·
Zurrieq FC
Albanië · 
Andorra · 
Armenië · 
Azerbeidzjan · 
België (tot 2016 / vanaf 2016) ·
Bhutan ·
Bosnië-Herzegovina (BiH) · 
Bosnië-Herzegovina (RS) · 
Bulgarije · 
Curaçao · 
Cyprus · 
Denemarken · 
Duitsland · 
Engeland · 
Estland · 
Faeröer · 
Finland · 
Frankrijk · 
Georgië · 
Gibraltar · 
Griekenland · 
Hongarije · 
Ierland · 
IJsland · 
Israël · 
Italië · 
Kazachstan · 
Kosovo · 
Kroatië · 
Letland · 
Litouwen · 
Luxemburg · 
Malta · 
Moldavië · 
Montenegro · 
Nederland · 
Noord-Ierland · 
Noord-Macedonië · 
Noorwegen · 
Oekraïne · 
Oostenrijk · 
Polen · 
Portugal · 
Roemenië · 
Rusland · 
Schotland · 
Servië · 
Servië en Montenegro (FR Joegoslavië) ·
Slovenië · 
Slowakije · 
Sovjet-Unie · 
Spanje · 
Tsjechië · 
Tsjecho-Slowakije ·
Turkije · 
Turkse Republiek Noord-Cyprus · 
Wales (Noord) · 
Wales (Zuid) · 
Wit-Rusland · 
Zweden · 
Zwitserland